# Rafael Rodríguez Urrusti

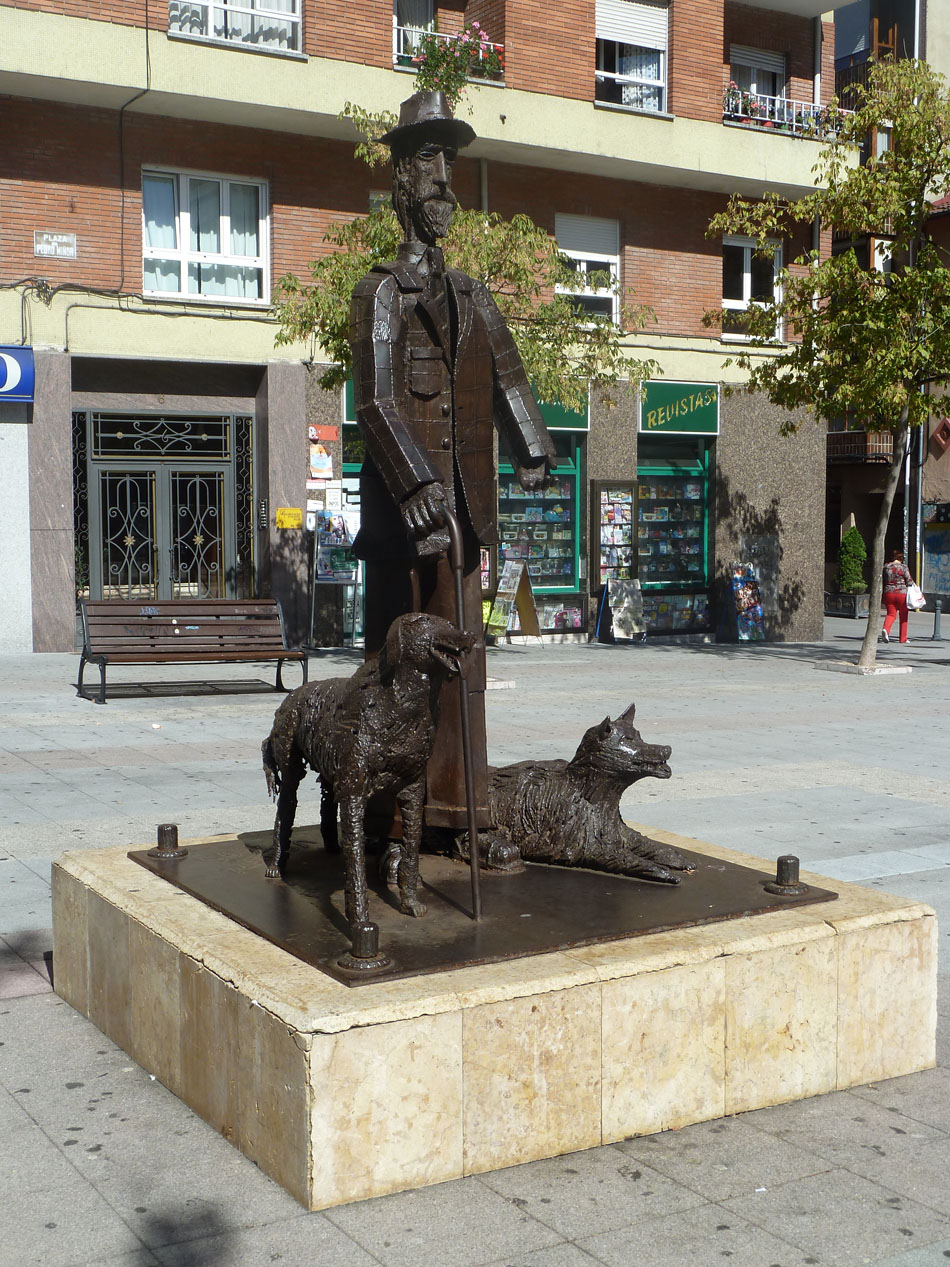
Mendigo con perros, Werk von Rafael Rodríguez Urrusti in Oviedo

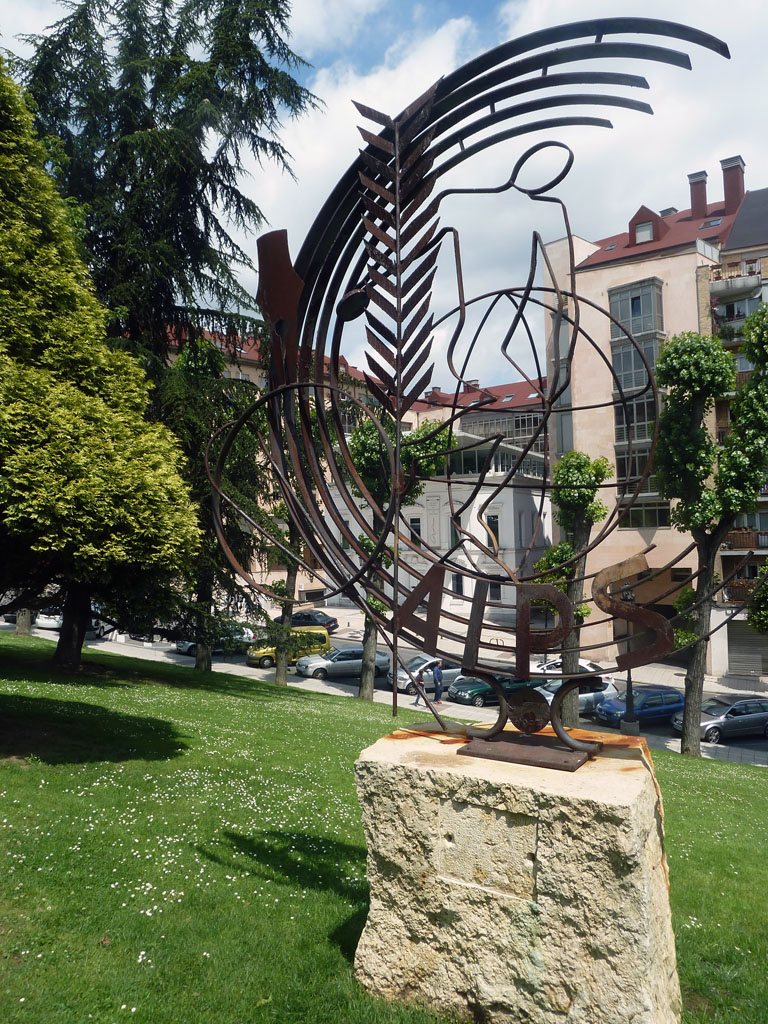
Escultura 60.º Congreso A.I.P.S. y José Miguel Cano Secades, Oviedo

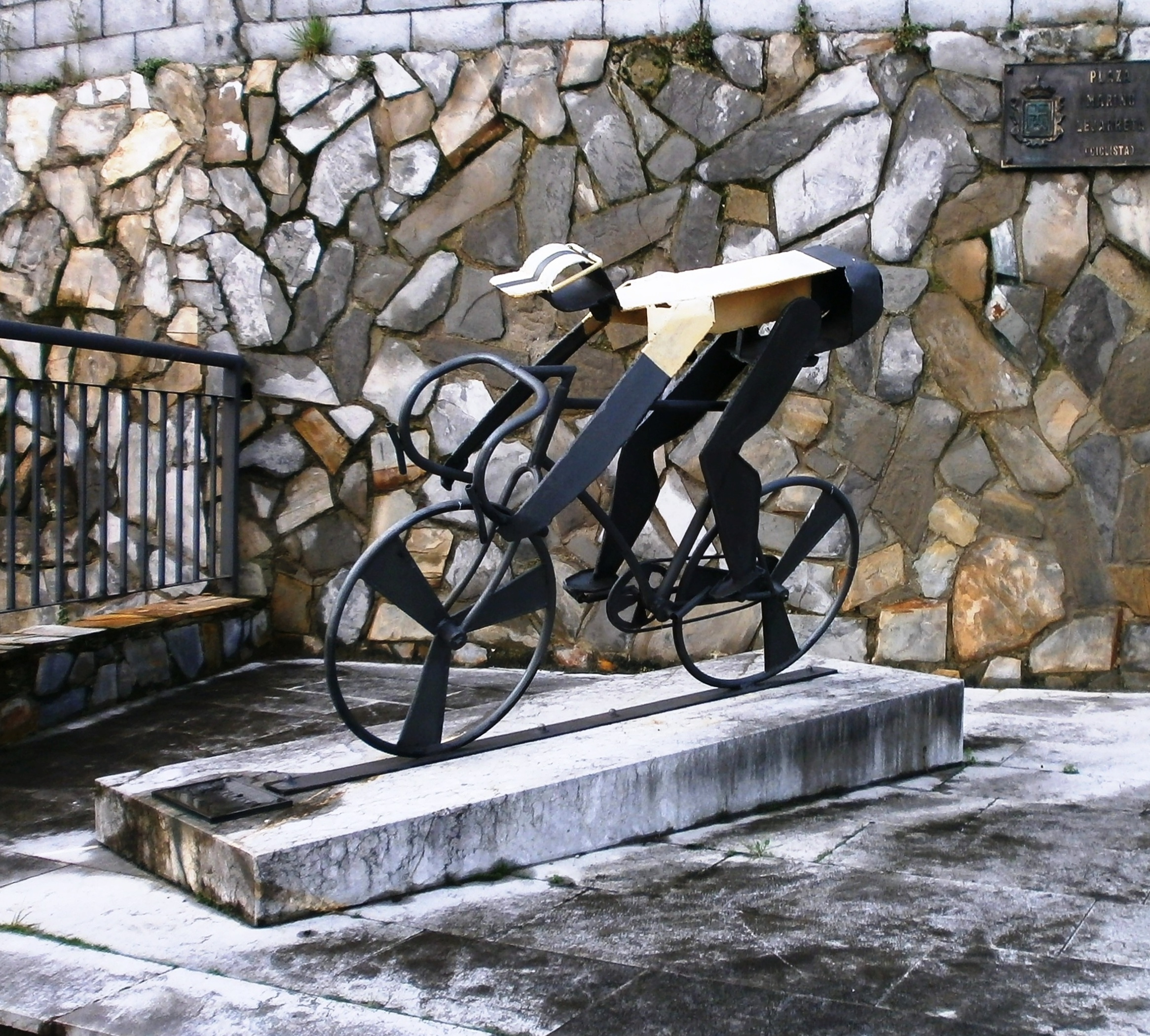
Homenaje a Marino Lejarreta, Manzaneda

Rafael Rodríguez Urrusti (* 22. August 1922 in Oviedo; † 5. Oktober 2000 ebenda) war ein spanischer Bildhauer und Künstler aus Asturien, der hauptsächlich mit Eisen arbeitete und Wandgemälde schuf.

## Biographie
Rafael Rodríguez Urrusti machte eine Ausbildung bei der Fábrica de Armas de La Vega, eine Waffenfabrik in seiner Heimatstadt. Dort war er 21 Jahre lang als Büchsenmachermeister tätig. Schon damals arbeitete er in seiner Freizeit als Eisenschmied. Er richtete sich eine eigene Werkstatt ein und begann, erste Kunstwerke zu schaffen. 1960 gab Urrusti seine Tätigkeit in der Fabrik auf und widmete sich ganz der Kunst. Die Mehrzahl seiner Werke sind Skulpturen aus Eisen und Wandgemälde, die meisten in Oviedo zu sehen.
Seine erste Ausstellung hatte Urrusti im Jahre 1975. Im Jahr darauf wurde er zum Maestro Mayor de los artesanos de Asturias ernannt. 1977 schuf er den San Mateo de hierro, die Trophäe zu einem jährlichen Preis, mit dem Künstler und Wissenschaftler aus Asturien geehrt werden.
In seiner Heimatstadt Oviedo ist Urrusti mit zahlreichen Kunstwerken im öffentlichen Raum vertreten. Seine Thematik sind Figuren und Symbole der asturianischen Geschichte und Tradition, religiöse Arbeiten sowie Darstellungen von Tieren und von Menschen im Alltag. Er schuf das monumentale Cruz de la Victoria, das sich an der Jesus-Statue auf dem Monte Naranco bei Oviedo befindet.
Zudem erstellte Rafael Rodríguez Urrusti Wandmalereien, wie etwa Paneele am Hauptbahnhof von Oviedo – darunter drei Gemälde, die die Landkarte von Asturien darstellen – und ein Wandgemälde im Otero-Viertel, das dem Apostel Matthäus zur Feier des Pantokrator-Festes gewidmet ist. Weitere Werke sind unter anderem Abbildungen der Apostel Johannes, Matthäus und Petrus an der Fassade der Kirche San Juan el Real, die Gitter des Museo de Bellas Artes de Asturias sowie ein Abbild des asturianischen Nationalhelden Pelayo im Centro Asturiano in Buenos Aires. Er schuf auch kleinere Werke, die international vertrieben wurden. Rafael Rodríguez Urrusti starb am 5. Oktober 2000 in seiner Heimatstadt Oviedo.
Sein Sohn Antonio Urrusti sowie sein Enkel Kiko sind ebenfalls als Eisenbildhauer tätig.

## Ehrungen
Am 6. Februar 2001 beschloss der Stadtrat von Oviedo die Umbenennung einer Straße in Calle Rafael R. Urrusti. Im selben Jahr wurde er posthum zum Ovieder des Jahres gewählt.

## Werke
Weitere Skulpturen von Rodríguez in Oviedo:
- Mendigo con perros (Bettler mit Hunden), 1995, Plaza Pedro Miñor.
- Ismael Fuente; 1995, Park Ismael Fuente.
- XX Trobada mundial de peñas barcelonistas, 1996, Paseo Antonio García Oliveros.
- San Mateo, 1996, Calle San Mateo.
- 60º Congreso A.I.P.S. y José Miguel Cano Secades 1997, Paseo Antonio García Oliveros
- Homenaje a Marino Lejarreta, 2003, Manzaneda, Oviedo
- Calamón, 2000, Manzaneda, Oviedo